# Hans-Jochen Gamm
Hans-Jochen Gamm (* 22. Januar 1925 in Jörnstorf, Mecklenburg; † 18. Juni 2011) war ein deutscher Erziehungswissenschaftler.

## Leben
Nach dem Abitur wurde Gamm für den Krieg eingezogen und kehrte 1949 aus polnischer Kriegsgefangenschaft zurück. Gamm studierte Pädagogik, Sozialpsychologie, Geschichte und Theologie an den Universitäten Rostock und Hamburg, wurde Lehrer und promovierte bei Wilhelm Flitner zum Dr. phil. Im Jahre 1959 wurde er Dozent am Pädagogischen Institut der Universität Hamburg, 1961 Professor an der Pädagogischen Hochschule Oldenburg. 1967 erhielt er einen Ruf an die Technische Hochschule Darmstadt, wo er noch nach seiner Emeritierung forschend und lehrend tätig war. Mit der Wiedervereinigung wurde er Gastprofessor an der Universität Rostock.

## Arbeitsschwerpunkte
Gamm begann seine publizistische Tätigkeit mit religionspädagogischen Schriften (Sachkunde zur biblischen Geschichte), mit Veröffentlichungen zum Antisemitismus (Judentumskunde) und war einer der ersten, die eine systematische Aufarbeitung der Erziehung im Nationalsozialismus vornahmen („Führung und Verführung“ 1964). Er veröffentlichte zur Friedenserziehung (Aggression und Friedensfähigkeit in Deutschland) und zur politischen Erziehung („Deutsche Identität in Europa“). Heftig diskutiert wurde seine Streitschrift „Kritische Schule“, in der es um die Emanzipation von Lehrern und Schülern ging. Das Verhältnis von Dichtung und Pädagogik beschäftigte Gamm (Das pädagogische Erbe Goethes; Friedrich Nietzsche) wie auch die Auseinandersetzung mit sexualpädagogischen Fragen (Bilanz der Sexualpädagogik, mit Friedrich Koch). In seinem Spätwerk thematisierte Gamm sozialgeschichtliche Probleme seiner Heimat Mecklenburg und aktualisierte Aspekte des Werkes von Johann Amos Comenius für die gegenwärtige Auseinandersetzung.

## Auszeichnungen
- 2001: Ehrendoktorwürde der Universität Rostock
- 2010: Comenius-Preis (mit Wolfgang Klafki)

## Schriften (Auswahl)
- Einführung in die Grundfragen des Judentums. Gesellschaft der Freunde des vaterländischen Schul- und Erziehungswesens, Hamburg 1959, DNB 573206562; NA: Das Judentum. Lit, Berlin 2011, ISBN 978-3-643-10787-9 (Nachdruck der Ausgabe Campus, Frankfurt am Main / New York, NY 1998, ISBN 3-593-35983-9).
- Der braune Kult. Das Dritte Reich und seine Ersatzreligion. Ein Beitrag zur politischen Bildung. Rütten & Loening, Hamburg 1962.
- Der Flüsterwitz im Dritten Reich. List, München 1963 (mehrere Neuauflagen und Erweiterungen, zuletzt als Piper-Taschenbuch 1417, München / Zürich 1993, ISBN 3-492-11417-2).
- Führung und Verführung. Pädagogik des Nationalsozialismus, List München 1964 (2. erg. Auflage Campus 1984).
- Sachkunde zur biblischen Geschichte. List, München 1965.
- Pädagogische Studien zum Problem der Judenfeindschaft. Ein Beitrag zur Vorurteilsforschung. Luchterhand, Neuwied 1966.
- Aggression und Friedensfähigkeit in Deutschland. List, München 1968.
- Kritische Schule, Eine Streitschrift für die Emanzipation von Lehrern und Schülern.  List, München 1970.[2]
- Das Elend der spätbürgerlichen Pädagogik. Studien über den politischen Erkenntnisstand einer Sozialwissenschaft. List, München 1972.
- Umgang mit sich selbst: Grundriss einer Verhaltenslehre. Ein Beitrag zur Pädagogischen Anthropologie. List, München 1977.
- Einführung in das Studium der Erziehungswissenschaft. Erziehen als Beruf. Grundlagen, Probleme, Ziele. Rowohlt, Reinbek 1978.
- Allgemeine Pädagogik. Die Grundlagen von Erziehung und Bildung in der bürgerlichen Gesellschaft. Rowohlt, Reinbek 1979.
- Das pädagogische Erbe Goethes. Eine Verteidigung gegen seine Verehrer. Campus-Verlag, Frankfurt/M. 1980.
- Materialistisches Denken und pädagogisches Handeln. Campus-Verlag, Frankfurt/M. 1983.
- Pädagogische Ethik. Deutscher Studienverlag, Weinheim 1988.
- Pädagogik und Poesie. Deutscher Studienverlag, Weinheim 1991.
- Standhalten im Dasein. Nietzsches Botschaft für die Gegenwart. List, München 1993.
- Red. mit Gernot Koneffke: Mündigkeit: Zur Neufassung materialistischer Pädagogik. Lang, Frankfurt am Main 1997.
- Deutsche Identität in Europa. Waxmann, Münster 2001.
- Red. mit Wolfgang Keim: Erinnern – Bildung – Identität. Lang, Frankfurt am Main 2004.
- Lernen mit Comenius: Rückrufe aus den geschichtlichen Anfängen europäischer Pädagogik. Lang, Frankfurt am Main 2008.
- Pädagogik als humanes Erkenntnissystem: das Materialismuskonzept in der Erziehungswissenschaft, Schneider Hohengehren, Baltmannsweiler 2012, ISBN 978-3-8340-0982-1 (= Pädagogik und Politik, Band 5).

## Dokumentarfilm
- Hans-Jochen Gamm mit Monika Schlecht: Dokumentarfilm „Mit Konflikten leben – Erziehung zum Frieden“, gesendet am 29. Dezember 1970 um 20.30 Uhr im 3. Fernsehprogramm des Norddeutschen Rundfunks.